# التهاب غمد الوتر المعدي
التهاب غمد الوتر المٌعدي (Infectious tenosynovitis) هو عدوى بكتيرية داخل غمد الوتر. تتضمن الأعراض النموذجية عند إصابة وتر الإصبع المثني، ألمًا في المنطقة، و ثنيًا طفيفًا للإصبع، و الشعور بالألم عند فرده، و تورم الإصبع بالكامل. تصيب الحمى حوالي 20% من الحالات. ومن المناطق الأخرى المتضررة نسبيا من الإصابة؛ الرسغ و القدم.
قد يحدث الالتهاب بعد إصابة ما، مثل قطع أو لدغة، أو قد تنتشر من مكان آخر في الجسم. وتشمل عوامل الخطر مرض السكري وتعاطي المخدرات عن طريق الوريد. البكتيريا المتسببة في الالتهاب تشمل في أغلب الأحيان المكورات العنقودية الذهبية؛ مع احتمالية مشاركة أنواع أخرى من البكتيريا مثل: الزائفة الزنجارية، و الباستوريلا مالتوسيدا، والنسرية البنية. يعتمد التشخيص عمومًا على الفحص. وقد يساعد التصوير الطبي في التشخيص وتفادي مضاعفات أخرى.
تتطلب عدوى أوتار المثنيات في اليد علاجًا سريعًا. يمكن علاج الحالات الخفيفة بالمضادات الحيوية الوريدية والتجبير؛ في حين تتطلب الحالات الأكثر خطورة عملية جراحية. ويكون البتر ضروريًا في بعض الأحيان. يعاني حوالي 10% إلى 25% من الأشخاص من فقدان دائم لنطاق الحركة. قد تشمل المضاعفات الأخرى تمزق الأوتار والتهاب غمد الوتر المضيق.
التهاب غمد الوتر المعدي نادر الحدوث، ويشكل حوالي 2.5% إلى 9.5% من حالات عدوى اليد. تم وصف الحالة لأول مرة في عام 1912 بواسطة ألين كانافيل الذي أشار إلى أهمية اللجوء لأنبوب التصريف الجراحي كعنصر أساسي في إدارة العدوى.